# Стаси
Стаси́ — село в Україні, у Киселівській сільській громаді Чернігівського району Чернігівської області. Населення становить 134 осіб. До 2020 орган місцевого самоврядування — Терехівська сільська рада.

## Історія
12 червня 2020 року, відповідно до розпорядження Кабінету Міністрів України № 730-р «Про визначення адміністративних центрів та затвердження територій територіальних громад Чернігівської області», увійшло до складу Киселівської сільської громади.
19 липня 2020 року, в результаті адміністративно - територіальної реформи та ліквідації Чернігівського району, село увійшло до складу новоутвореного Чернігівського району Чернігівської області.

## Населення

### Мова
Розподіл населення за рідною мовою за даними перепису 2001 року:
| Мова       | Кількість | Відсоток |
| ---------- | --------- | -------- |
| українська | 132       | 98.51%   |
| російська  | 2         | 1.49%    |
| Усього     | 134       | 100%     |

## Галерея

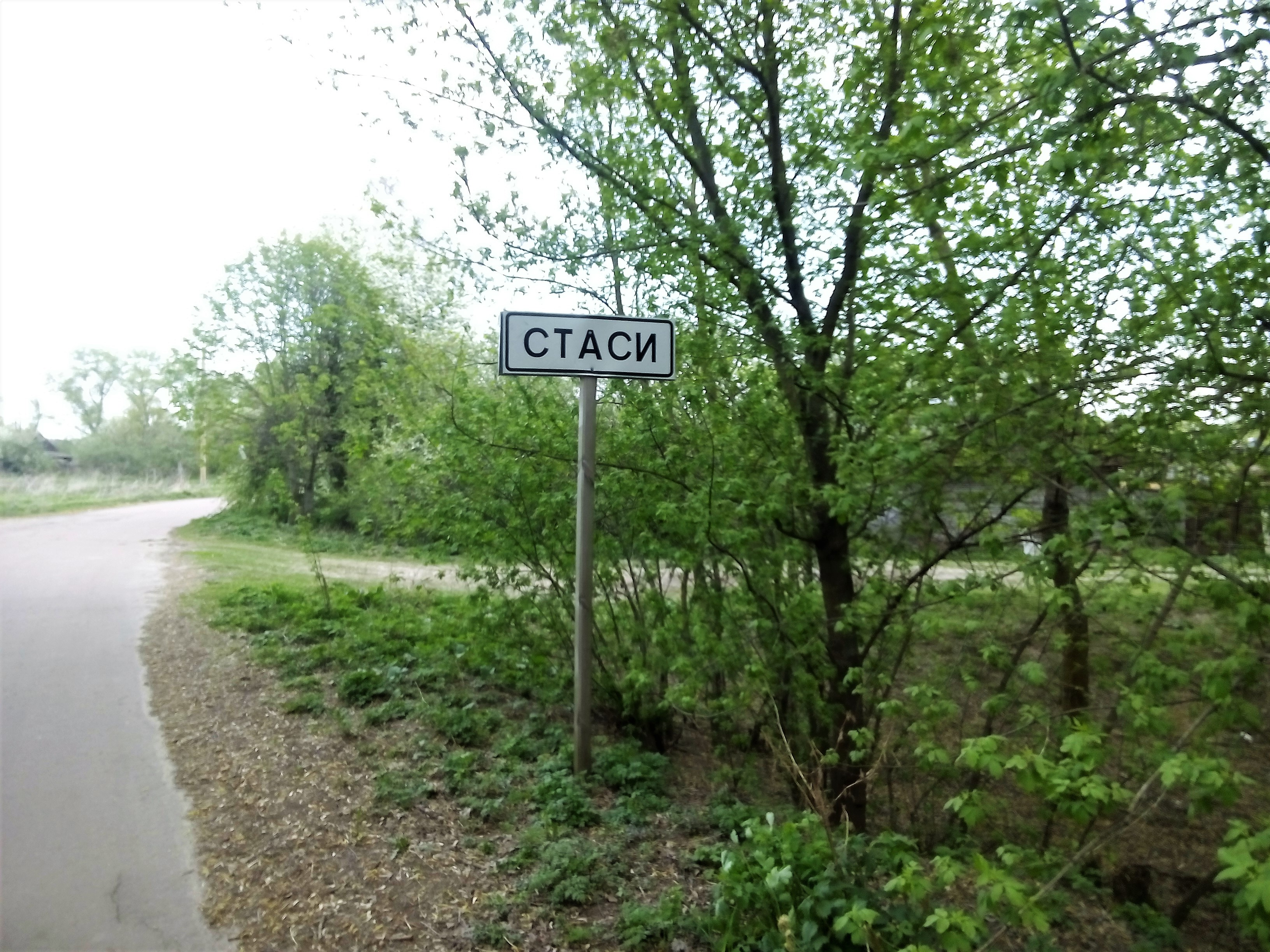
Табличка з назвою села при в'їзді
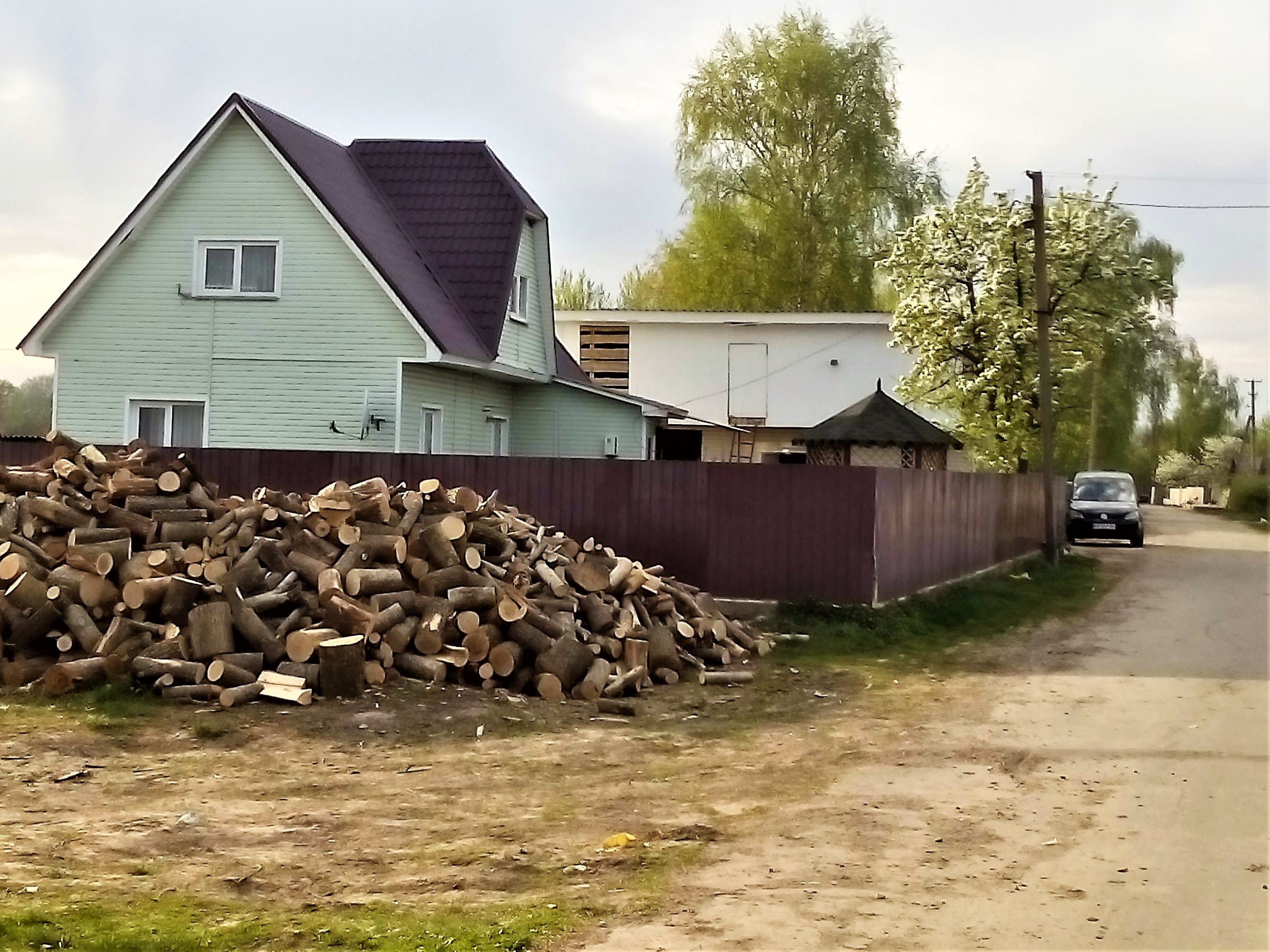
Новий будинок
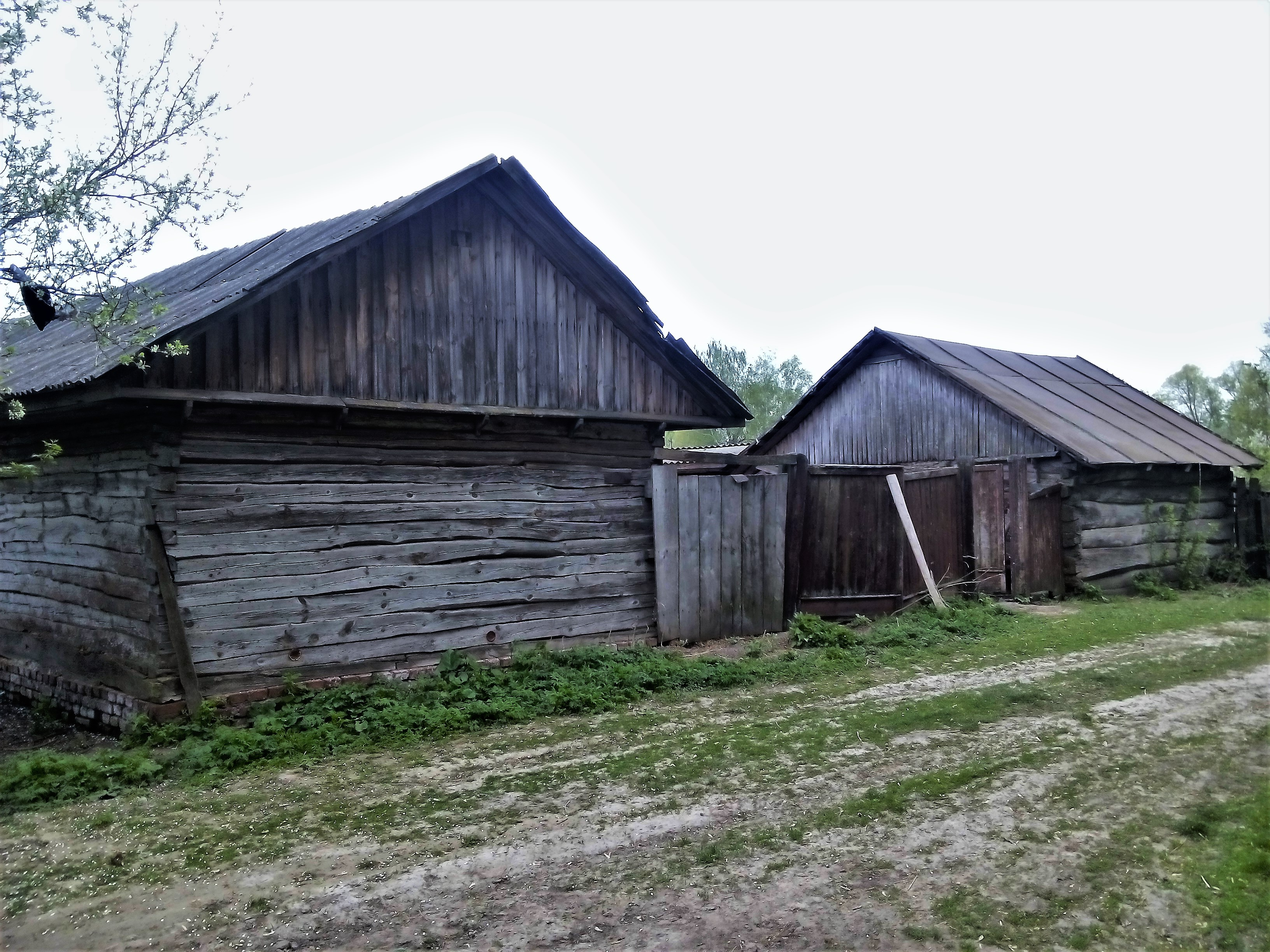
Дерев'яні сараї
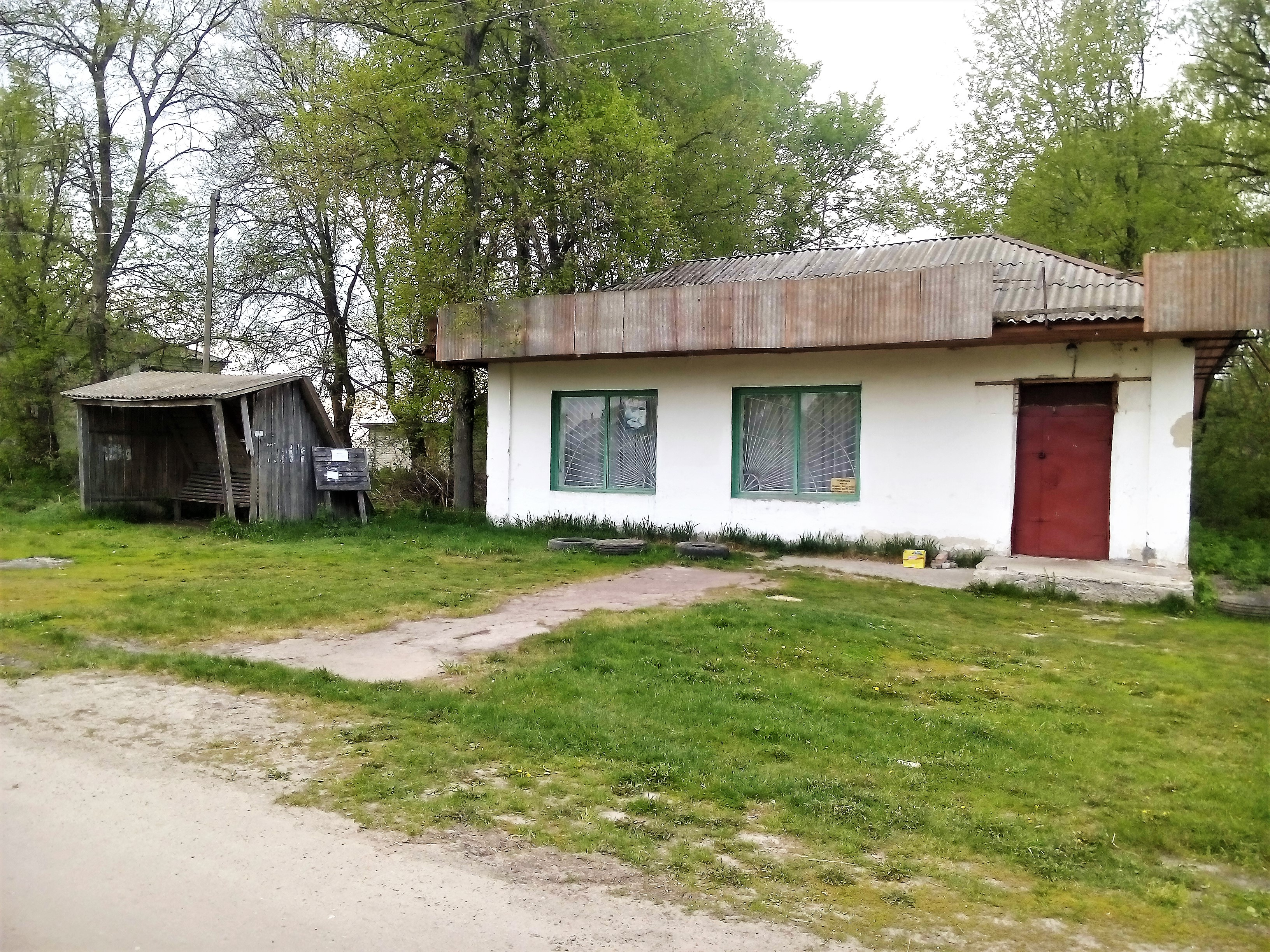
Автобусна зупинка і магазин в центрі села
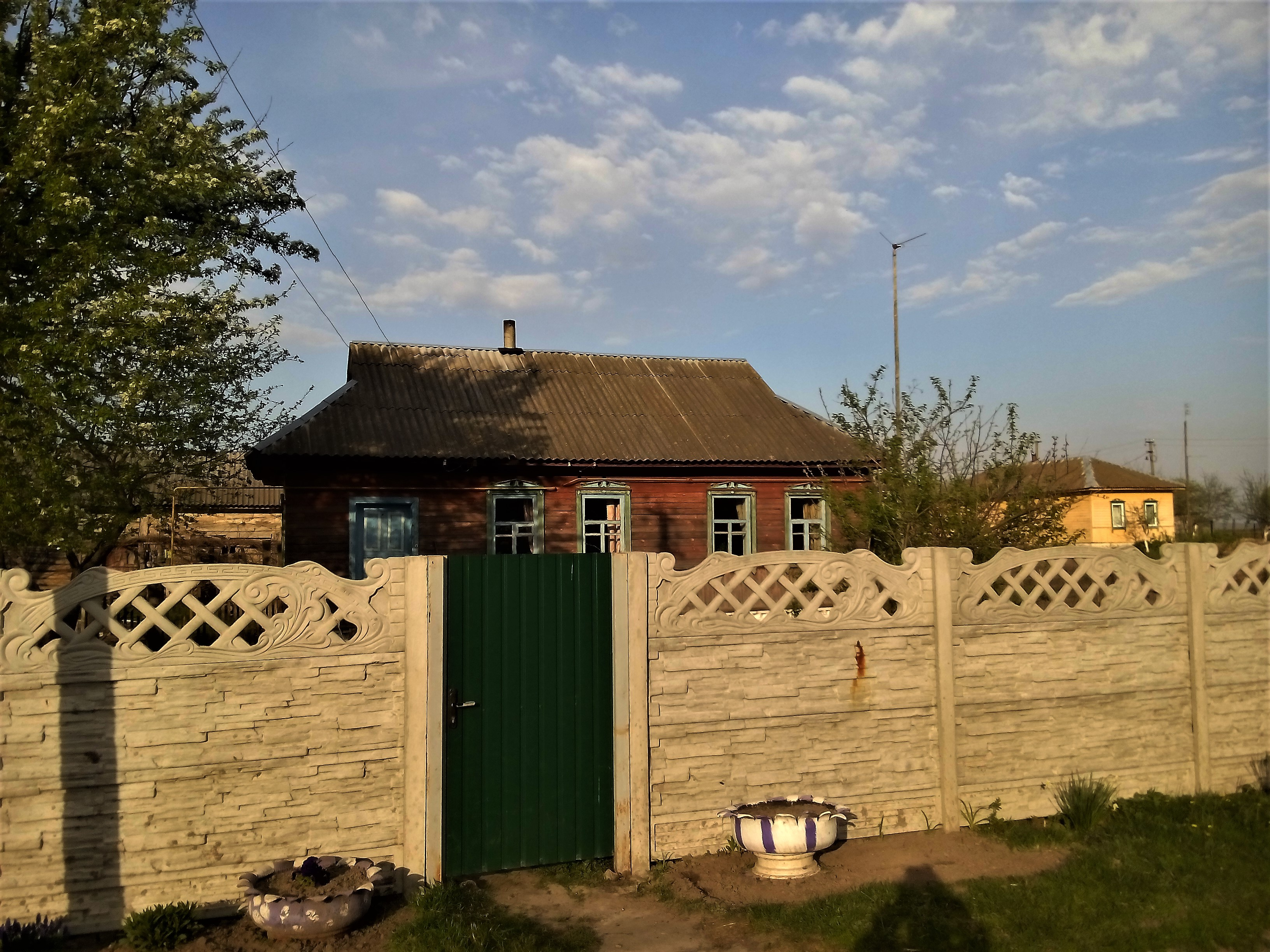
Досить типова дерев'яна хата по вулиці Інтернаціональна
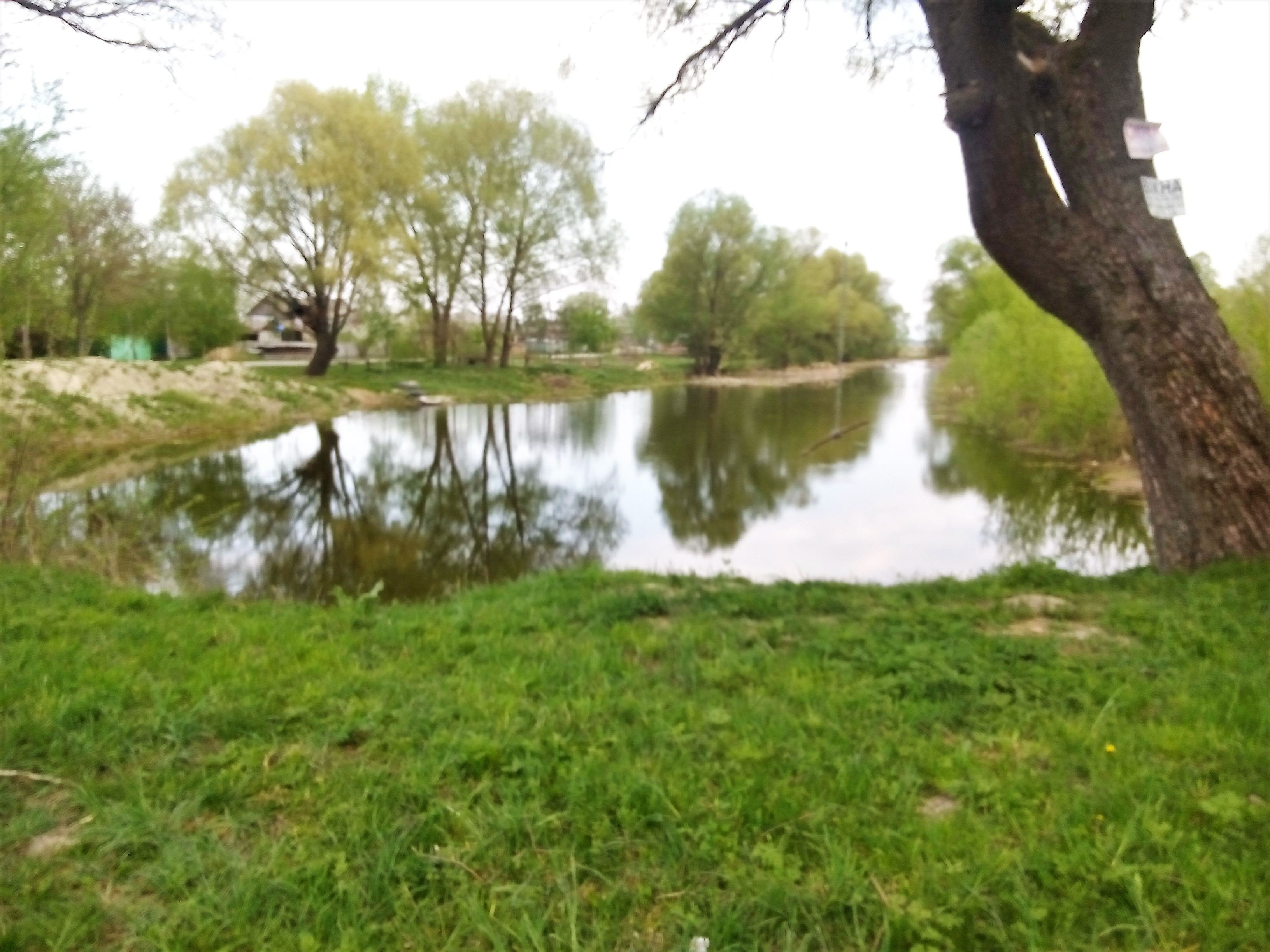
ставок у центрі